# Dorian Rogozenco
Dorian Rogozenco (sau Rogozenko; n. 18 august 1973, Chișinău, RSS Moldovenească, URSS) este un jucător român de șah, de origine moldovenească, Mare maestru la șah din 1996 și campion al Republicii Moldova în 1994.

## Istoric
În 2002 a participat la Campionatul Mondial de Șah al FIDE, unde a fost învins în prima rundă de Mihail Gurevici. A reprezentat la Olimpiada de Șah Republica Moldova în 1994, 1996 și 1998 și România în 2000.
Din 2014 până în 2020 el a fost antrenorul echipei Germaniei.

## Cărți scrise
- Rogozenko, Dorian (2003). Anti-Sicilians A Guide for Black. Gambit Publications. ISBN 1-901983-84-6.
- Rogozenko, Dorian (2005). Sveshnikov Reloaded. Quality Chess. ISBN 9197524352.